# 名古屋能楽堂
名古屋能楽堂（なごやのうがくどう）は、愛知県名古屋市中区三の丸一丁目の名古屋城正門前にある能楽堂。

## 歴史
1997年（平成9年）4月、能や狂言などの伝統芸能の振興と文化交流の推進を目的として開館した。総木曾檜造りの能舞台と、演能の解説を（日本語もしくは英語で）聞く事が出来るイヤホンガイド設備を備えた、630席の見所（地方自治体の能楽堂では最大）を持つほか、資料やビデオで能楽を紹介する展示室も備える。
年間10回程度の定例公演以外にも、毎月多くの団体によって能・狂言の公演などが行なわれている。また、将棋のタイトル戦（王位戦）の対局にも用いられている。
1997年（平成9年）度の第5回愛知まちなみ建築賞を受賞している。

## 施設
舞台の鏡板は若松図（作・杉本健吉）と老松図（作・松野秀世）の2つがあり、1年毎に入れ替えられる。1997年（平成9年）の能楽堂の完成時に杉本が描き寄贈した絵が狩野派以来の伝統的な老松ではなく若松であったことから物議を醸したが、有志による「名古屋能楽堂に老松の鏡板を寄贈する会」が松野に委嘱して制作した古典的老松の絵と杉本の若松の絵とを1998年（平成10年）4月から1年交替で架け替えることで落着した。
- 舞台（固定席630席（車椅子スペース5席含む）[3]）
- 展示室[3]
- 研修会議室（定員120）[3]
- 稽古室（本舞台と同規模の舞台を完備）[3]
- 楽屋：6室

名古屋能楽堂内には料亭「大森」（1948年（昭和23年）に西区の浄心交差点にあった公設市場の天ぷら店が発祥）があったが、2021年（令和3年）3月31日に閉店した。

## 建築概要
第5回愛知まちなみ建築賞を参照。
- 設計：名古屋市建築局、大江宏建築事務所
- 施工：清水・間・永楽特別企業体
- 建築主：名古屋市
- 構造：RC造一部S造
- 階数：地下1階、地上1階
- 敷地面積：21,972.87m2
- 建築面積：4,554.25m2
- 延床面積：5,610.62m2
- 竣工：1997年（平成9年）3月

## インフォメーション
- 見学時間：午前9時〜午後5時（展示室・見学無料）
- 受付時間：午前9時〜午後5時
- 休館日：年末年始（12月29日〜1月1日）

## 交通アクセス・駐車場

### アクセス
- 名古屋市営地下鉄鶴舞線「浅間町駅」下車、1番出口より徒歩で約10分。
- 名古屋市営地下鉄名城線「名古屋城駅」下車、徒歩で約12分。
- 市バス栄13系統（栄 - 安井町西）「名古屋城正門前」バス停下車、徒歩ですぐ。

### 駐車場
- 名古屋城正門駐車場（普通車：319台）
  - 午前8時45分〜午後9時まで：30分180円
- 名古屋城東門駐車場（普通車：202台）
  - 午前8時30分〜午後6時30分まで：30分180円

## 所在地
- 〒460-0001：愛知県名古屋市中区三の丸一丁目1番1号